# Ягодинка Друга
Я́годинка Друга (до 1969 року — Стаханов) — село в Україні, в Новоборівській селищній територіальній громаді Хорошівського району Житомирської області. Населення становить 66 осіб.

## Географія
Географічні координати: 50°43' пн. ш. 28°36' сх. д. Часовий пояс — UTC+2. Загальна площа села — 0,5 км².
Ягодинка Друга розташована в межах природно-географічного краю Полісся і за 24 км від селища Хорошів. Найближча залізнична станція — Нова Борова, за 7 км.

## Історія
Населений пункт засновано 1932 року як село Стаханов. Сучасна назва Ягодинка Друга — з 1969 року.

## Населення
За даними перепису 2001 року населення села становило 66 осіб, з них усі 100 % зазначили рідною українську мову.